# Annie Philippe
Annie Philippe (Párizs, 1946. december 17.– ) francia énekesnő; sikeres popszámok és sanzonok előadója. Pályáját yé-yé énekesnőként kezdte, később más műfajokban is szerepelt.

## Élete
Annie Philippe Párizs Belleville Ménilmontant városrészében született, és már korán elhatározta, hogy művészi pályára akar lépni. Fiatal korában klasszikus tánccal is foglalkozott, de hamar kialakult, hogy a zene, ezen belül a sanzonéneklés áll hozzá a legközelebb. Először úgy került a zenészvilágba, mint lemezlovas a korszak egyik jelentős francia diszkójának számító Pariscope-ban, amely a párizsi könnyűzenei élet jelentős találkozóhelyének számított abban az időben. Ennek köszönhetően hamar kapcsolatba került Paul Mauriat-val (Charles Aznavour zenei rendezőjével), majd a korszak olyan személyiségeivel, mint Leny Escudero, Marie Laforêt és France Gall.

## Fordítás
- Ez a szócikk részben vagy egészben  az   Annie Philippe című francia Wikipédia-szócikk fordításán alapul.  Az eredeti cikk szerkesztőit annak laptörténete sorolja fel. Ez a jelzés csupán a megfogalmazás eredetét és a szerzői jogokat jelzi, nem szolgál a cikkben szereplő információk forrásmegjelöléseként.